# SC Hazebrouck
Câu lạc bộ thể thao Hazebrouckois là một câu lạc bộ bóng đá Pháp có trụ sở tại Hazebrouck, Nord-Pas-de-Calais. Đội bóng được thành lập vào năm 1907. Câu lạc bộ hiện tại thi đấu ở Championnat de France Amateur 2, cấp độ thứ năm của hệ thống các giải bóng đá ở Pháp.

## Danh hiệu
- Vô địch Championnat National: 1973